# Kortsnavelbladkrabber
De kortsnavelbladkrabber (Sclerurus rufigularis) is een zangvogel uit de familie Furnariidae (ovenvogels). Binnen die familie is het een van de zeven soorten bladkrabbers en de meest bekende soort in het binnenland van Suriname.

## Verspreiding en leefgebied
Deze soort komt voor in het Amazonegebied en telt vier ondersoorten:
- S. r. fulvigularis: van zuidelijk Venezuela via de Guyana's tot noordoostelijk Brazilië.
- S. r. furfurosus: noordelijk Brazilië ten noorden van de Amazonerivier.
- S. r. brunnescens: van zuidoostelijk Colombia en noordwestelijk Brazilië tot oostelijk Ecuador en noordwestelijk Peru.
- S. r. rufigularis: oostelijk Peru, oostelijk Bolivia en westelijk Brazilië.

## Status
De grootte van de populatie is niet gekwantificeerd maar de soort wordt omschreven als schaars. Op de Rode lijst van de IUCN heeft deze soort de status niet bedreigd.